# Адам Станкевич
Адам Станкевич (6 січня 1892 р., с. Арляняти, Ошмянський повіт, нині Сморгонський район, Гродненська область, Білорусь — 29 листопада 1949, Тайшецький район, Іркутська область, РСФСР) — білоруський громадсько-політичний діяч, видавець, історик, публіцист, літературознавець, католицький священник. 

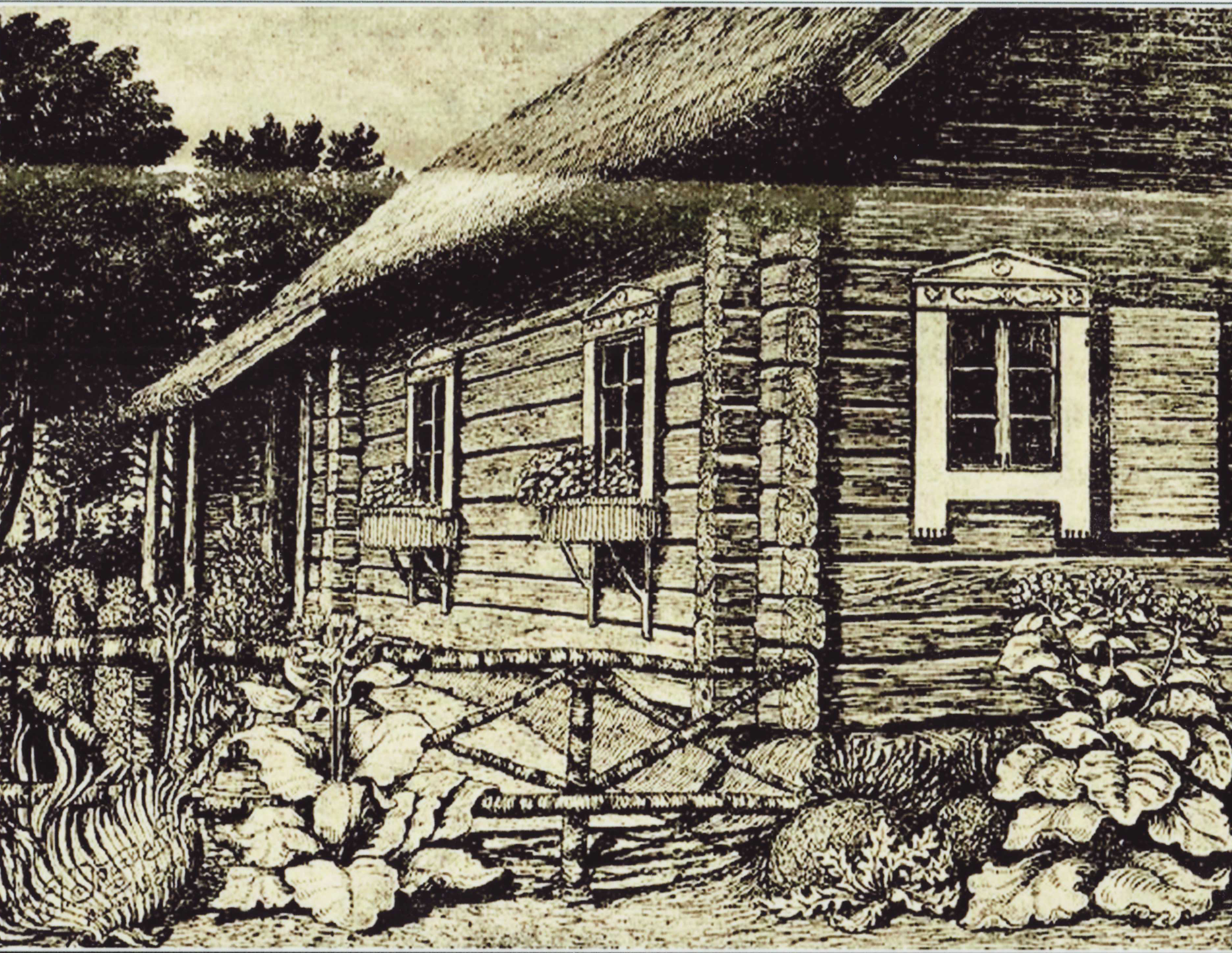
Художник Йосип Дроздович «Батьківська хата Адама Станкевича у с. Арляняти» (1939)

## Життєпис

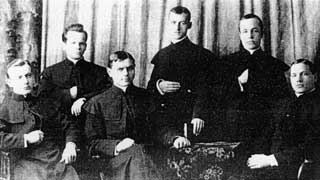
Учасники Білоруського гуртка при Римо-католицькій богословській академії в Санкт-Петербурзі на початку 1917 Зліва: Міхал Петровський, Антон Матвейчик, Андрій Цікота, Антон Неманцевич, Карл Лупинович, Адам Станкевич.

Навчався в Ошмянському міському училищі, закінчив Віленську духовну семінарію (1914), Римо-католицьку богословську академію в Петрограді (1918).  
Висвячений на священника у 1914.  
Під час навчання в Петрограді був головоюбілоруського гуртка. Співпрацював з білоруськими газетами «Светач», «Дзянніца», «Гоман». Один із засновників і лідерів християнсько-демократичного союзу (Білоруська християнська демократія, 1917).
Один із ініціаторів та учасників конгресу білоруського католицького духовенства (24 — 25 травня 1917). 
У Мінську, де читав лекцію про білоруський рух та його відношення до церкви в Білорусі.  
У 1917 — один із перших, хто говорив білоруською мовою, коли проводив богослужіння в Дзісенському, Браславському повітах, Дорогичині, за що переслідувався польською церковною владою.  
Кандидат канонічного права (1918).  
3 1919  викладав релігію у Вільнюській білоруській гімназії.  
У серпні 1919 — вересні 1922 редактор-видавець газети «Білоруська криниця». 
Був членом комітету Білоруського товариства допомоги жертвам війни.  
У 1922 — 1928 — посол (депутат) польського сейму, заступник голови Білоруського посольського клубу (до його розколу в 1925); відстоював національні, соціальні та релігійні права населення Західної Білорусі.  
Адама Станкевича називали «великим благодійником» за його благодійну діяльність. 
Проживав у Вільнюсі в будинку на вулиці Полоцькій, 9. 

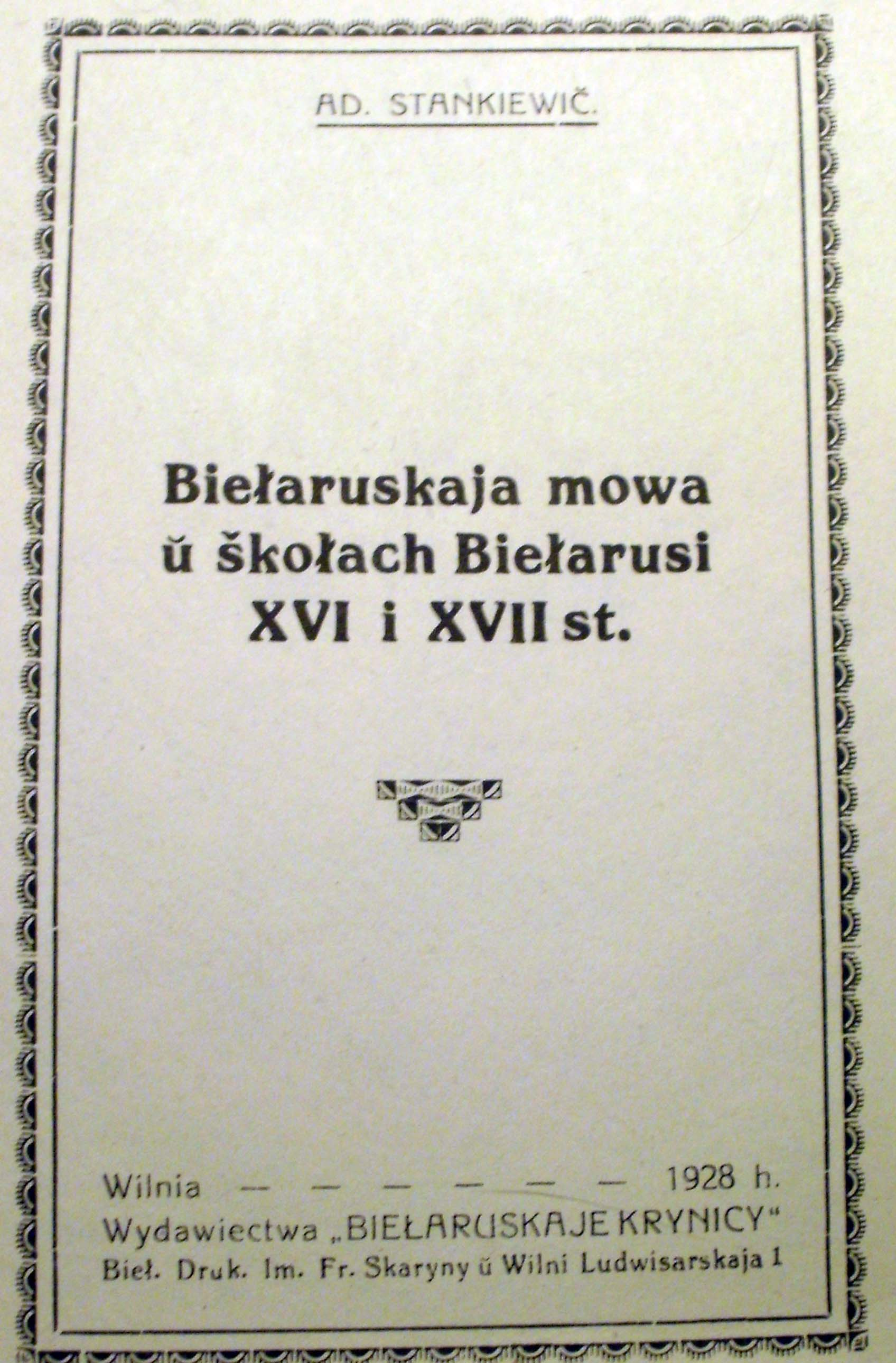
Адам Станкевич — білоруська мова у школах 16 —17 століть, (1928)

Один із керівників Білоруського національного комітету у Вільнюсі.  
У 1924 — 1926 очолював Товариство білоруського шкільництва (ТБШ), був головою та фактичним керівником Білоруського інституту економіки та культури (БІГіК).  
У 1928 — 1939 — редактор і видавець журналу «Хрысціянская думка». Один із засновників у Вільнюсі Білоруської друкарні імені Франциска Скорини (1926 — 1940), який опублікував щонайменше 146 назв білоруських релігійних та світських книг, Білоруське католицьке видавництво. На 4-му з'їзді БХД (грудень 1931) Був обраний членом центрального комітету партії. Відстоював основи демократичної системи, виступав за еволюційний шлях розвитку суспільства, правові форми боротьби, негативно ставився до соціалістичної революції. Як прихильник незалежних поглядів, дотримувався теорії ідентичності розвитку білоруської нації та пробуджував національну свідомість білорусів на основі християнської етики та демократичних принципів. Виступав проти соціально-класового підходу в діяльності комуністичної партії Західної Білорусі (КПКС), революційного характеру програми Білоруської селянсько-робітничої громади (БСРГ), полонофільських груп. Засуджував терор та переслідування населення Західної Білорусі польською владою.  
У 1933 звільнений з Вільнюської білоруської гімназії. Працював у торговій школі ім. С. Сташиця у Вільнюсі. Як прихильник білорусизації католицької церкви, проводив служби білоруської мови у церкві св. Миколая (Вільнюсі).  
У 1938 висланий польською адміністрацією на 5 років у Слонім.  
Восени 1939 повернувся до Вільнюса і став директором Білоруської державної гімназії. Після передачі Вільнюса та Віленщини до Литви організував там Білоруський центр, відновив видання газети «Білоруська криниця».

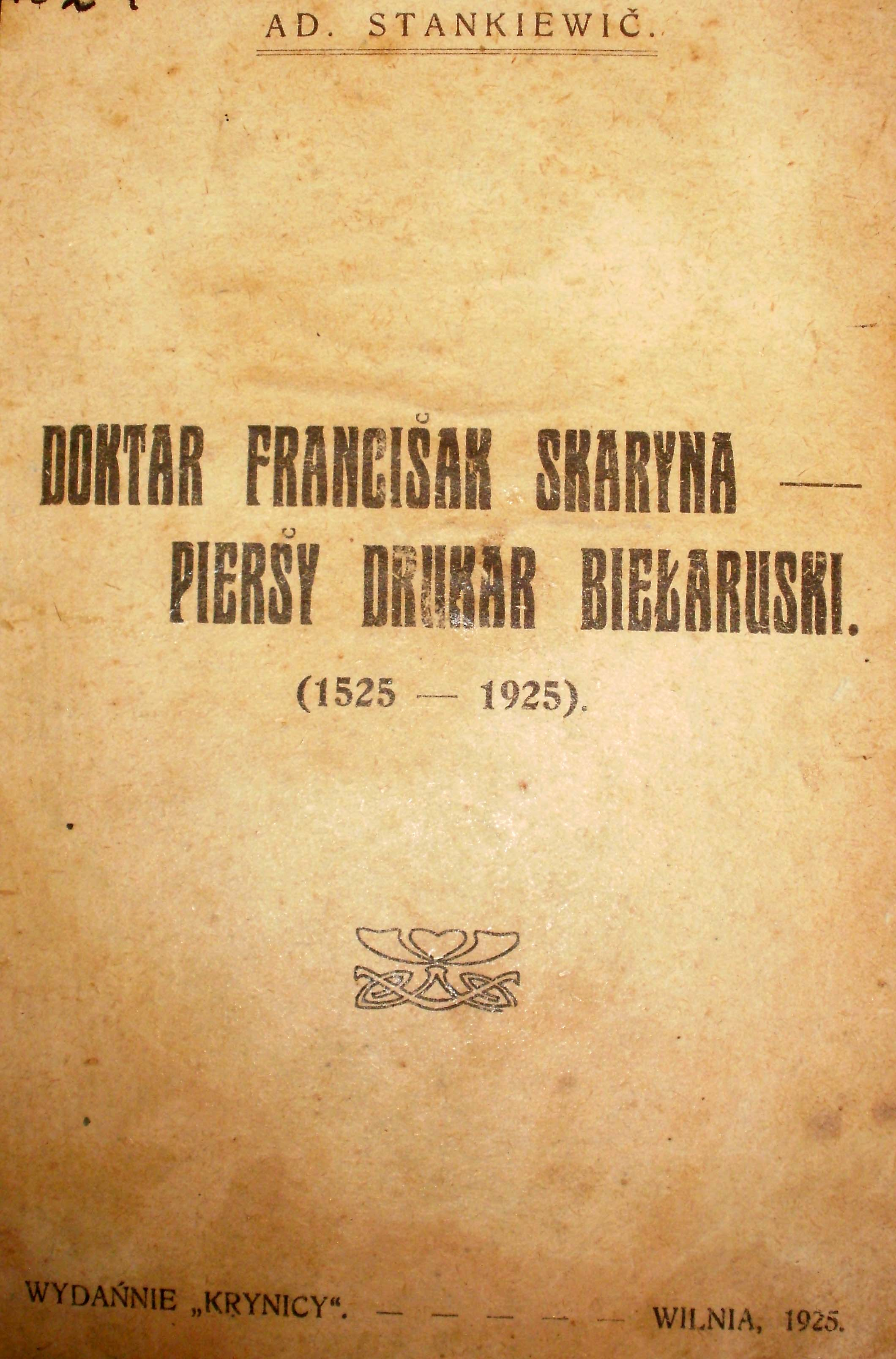
"Доктор Франциск Скорина — перший білоруський друкар (1525—1925)" (1925)

Після приходу німецьких військ обмежився релігійною роботою в церкві св. Міхала. Допоміг врятувати експонати Вільнюського білоруського музею від пограбування. Опублікував «Вучнёўскі малітаўнічак» і «Патрэбнейшыя выняткі з Рытуалу». 
7 грудня 1944 заарештований совєцькими органами НКВС (невдовзі звільнений).  
13 квітня 1949 вдруге заарештований, звинувачений у антирадянській діяльності. 
31 серпня 1949 Особливою нарадою МДБ СРСР засжений до 25 років позбавлення волі. Ув'язнення відбував у вільнюській в'язниці Лукишки, потім в Озерлагу (Тайшет, Іркутська область), де помер. 

### Смерть і поховання
Віктор Сікора, який ховав Адама Станкевича, залишив спогади про ті події: 
 «Моя найстрашніша пам’ять про Тайшет — поховання священника Адама Станкевича. Я пам’ятаю, як литовці приходили і казали: «У нас тут гине ксьондз. Як знайти воду?» А у нас там води не було. Були зроблені колодязі, але на глибині 84 метри її не знайшли або не змогли пробитися глибше — далі була скеля… А річка знаходилася в межах 7 кілометрів від табору. Збирали дощову воду, а взимку нам довелося збирати сніг і топити його. Вже пізніше нам дали машину, і ми возили лід з невеликої річки, заготовляли його, висипали тирсу... Отже, просять литовці води. — Звідки він взявся? — запитую. — "З Вільнюса", — відповідають. Я приніс снігу, розтопив його, і вони понесли воду. Після литовців знову приходять. Я кажу: — А ви не скажете імені ксьондза, не Станкевич? — "Станкевічус Адомас", — відповідають вони. Я запитав, у якій казармі він лежав і побіг туди, а Станкевич був уже мертвий... Його було важко впізнати... У Тайшеті так було встановлено, що коли когось ховали, обов'язково небіжчика спочатку привозили до моргу, аби зробити розтин. Побоювалися, аби хтось живий не втік під виглядом мертвого. Там "працював" спеціальний "м'ясник", який просто рвав труп на шматки... Вирішив я, що поховаю ксьондза Адама, проведу його в останню путь. Узяв сани, полоззя яких були з дерева. Віз їх на собі, бо коней не було. Я досі не можу бути на похоронах, бо не можу забути, що сталося в Тайшеті... Підвозимо сани до воріт. Вони відкриваються. З дежурки виходить "м'ясник" з "кішнею", якою рибалки пробивають лід взимку. І нею ксьондзу вдарив у груди... А після другий виходить з кувалдою і б’є його по голові. Проломив її, полетіли мізки...  Лежить ксьондз Адам Станкевич у труні (хоча це лише назва, а не труна), весь залитий кров'ю...” . 
 Адам Станкевич похований 10 грудня 1949 на цвинтарі Озерлагу поблизу села Шевченко Тайшецького району. 

## Наукова та освітня діяльність
Перші статті Адама Станкевича були опубліковані у газеті «Наша нива» у 1913. Автор літературних портретів діячів національної історії та культури, книг та брошур, що розробляли національну історіографічну концепцію. Традицію державності Білорусі від Полоцького, Смоленського, Турово-Пінського князівств та ВКЛ. Заперечував положення про насильницьку анексію західноруських земель до ВКЛ. Віисоко оцінив гуманістичну спрямованість, демократичний характер діяльності Франциска Скорини («Доктар Францішак Скарына — першы друкар беларускі (1525—1925)» (1925). Питання історії білоруського народу розглядав у працях: «Вітаўт Вялікі і беларусы» (1930), «Кастусь Каліноўскі: „Мужыцкая праўда“ і ідэя незалежнасці Беларусі» (1933), «Да гісторыі беларускага палітычнага вызвалення» (1934), національна освіта — у праці «Беларуская мова ў школах Беларусі XVI і XVII ст.» (1928), білоруського національного відродження в XIX — першій половині XX століття — «Беларускі хрысціянскі рух» (1939), історію християнства та християнсько-демократичного руху в Білорусі — «Хрысціянства і беларускі народ: (Спроба сінтэзы)» (1940). Перекладав з латини, литовської та інших мов. Автор підручника з вітчизняної історії для початкової школи.  
У 1944 почав писати книгу «Гісторыя Беларусі (сістэматычны нарыс)», де стверджував, що історія білоруського народу — це реалізація його національної ідеї, рух до «гармонійної національної цілісності». 3 запланованих 5-ти частин до арешту написав лише 2. Особисті архівні матеріали Адама Станкевича зберігаються в Центральній науковій бібліотеці Національної академії наук Білорусі. 

## Пам'ять
На будівлі Вільнюської білоруської гімназії встановлено меморіальну дошку на честь Адама Станкевича .

## Праці

### Книги

#### Латиною
- Doktar Francišak Skaryna — pieršy drukar biełaruski (1525 — 1925) / Ad. Stankiewič. — Wilnia: «Krynica», 1925. — 59, [1] s.
- Rodnaja mowa u światyniach. — Wilnia: Adbitka z «Chryścijanskaj Dumki», 1929. — 192 s.

#### Кирилицею
- Вітаўт Вялікі і беларусы: Рэферат, чытанны на урачыстай акадэміі ў Вільні ў салі «Apollo» 27 кастрычніка 1930 г., у дзень 500-лецця смерці Вітаўта, Вялікага князя Літоўска-Беларускага / А. Станкевіч. — Вільня: Выданьне Беларускага нацыянальнага камітэта, 1930. — 31 с., [1] л. партр.
- З Богам да Беларусі. Збор твораў / Укл., навуковая рэдактура, камэнт., прадм. Алесь Пашкевіч, Андрэй Вашкевіч. — Вільня: İнстытут беларусістыкі, 2008. — 1098 с.

### Статті
- Адам Станкевич. Білоруский привіт українцям. // Діло. — 1937. — № 95 (14,638). — С. 3.
- Беларусы як нацыянальная меншасць у Польшчы // Беларускі гістарычны часопіс. — 1995. — № 2. — С.;
- Вітаўт Вялікі і беларусы // Спадчына. — 1990. — № 4. — С.;
- Доктар Франціш Скарына і яго культурная праца: З нагоды 450-лецьця яго нараджэньня // Калосьсе. — 1936. — Кн. 2. — С. 99 — 100.
- Прафесар Браніслаў Эпімах-Шыпіла: з яго жыцця і працы // Спадчына. — 1989. — № 2. — С.;
- Расказы з гісторыі Беларусі для школы і народу // Хрысьціянская думка. — 1993. — № 1—3;
- Родная мова ў сьвятынях // Спадчына. — 1992. — № 1. — С.;
- Хрысьціянства і беларускі народ: Спроба сінтэзы // Хрысьціянская думка. — 1992. — № 1. — С.;
- У кн.: Беларуская думка XX ст.: Філасофія, рэлігія, культура: (Анталогія). — Варшава, 1998;